# Peter Kelamis
Peter Kelamis, född 11 december 1967 i Sydney (uppvuxen i Vancouver), är en australisk-kanadensisk skådespelare och ståuppkomiker av grekisk härkomst. Han är mest känd för att bland annat göra den engelskspråkiga rösten till Goku i den animerade TV-serien Dragon Ball Z (som efterträdare till Ian James Corlett och företrädare till Kirby Morrow), Rolf/Reinar i Cartoon Network-serien Ed, Edd & Eddy och Wing Saber i animeserien Transformers: Cybertron (som ersättare till Colin Murdock). Han har också spelat rollen som Dr. Adam Brody i Syfyserien Stargate Universe.
Kelamis är sedan år 2004 gift med den kanadensiska skådespelerskan Alannah Stewartt. Tillsammans med henne har han en dotter, vars namn dock är helt okänt.

## Filmografi (i urval)

### Live action-insatser

#### Filmer
- 1996 – Happy Gilmore
- 1997 – Bliss
- 1998 – Vi ses till jul
- 1999 – Oanade konsekvenser (röst)
- 1999 – Turbulence 2 Fear of Flying
- 2000 – Best in Show
- 2003 – Mitt liv som popstjärna
- 2006 – Dr. Dolittle 3
- 2011 – 50/50
- 2012 – The Cabin in the Woods
- 2014 – Big Eyes
- 2017 – Killing Gunther

#### TV-serier
- 1991–1995 – Scali (TV-serie)
- 1994 – Hawkeye (TV-serie)
- 1994–1998 – Arkiv X (TV-serie)
- 1995 – Sliders (TV-serie)
- 1998 – Spejaren (TV-serie)
- 2002–2003 – Stargate SG-1 (TV-serie)
- 2002 – The Twilight Zone (TV-serie)
- 2004 – The L Word (TV-serie)
- 2009–2011 – Stargate Universe (TV-serie)
- 2012 – NCIS (TV-serie)
- 2015 – Doktor Dimensionsbrallan (TV-serie)
- 2016 – When Calls the Heart (TV-serie)
- 2017 – iZombie (TV-serie)
- 2017–2018 – Beyond (TV-serie)
- 2018 – Mannen i det höga slottet (TV-serie)
- 2021 – Riverdale (TV-serie)

### Röstroller

#### Filmer
- 2001 – Rudolf med röda mulen 2
- 2001 – Barbie i Nötknäpparen
- 2002 – Barbie som Rapunzel
- 2006 – Barbie och de 12 dansande prinsessorna
- 2009 – Filmen om Ed, Edd & Eddy
- 2010 – Barbie: Ett modeäventyr
- 2012 – Barbie: Prinsessan och popstjärnan
- 2013 – Barbie & hennes systrar i ett hästäventyr
- 2014 – Barbie och den hemliga dörren
- 2015 – Barbie i Rock 'N Royals: Prinsessa på rockäventyr
- 2015 – Boog & Elliot 4: Jaktsäsong

#### Animefilmer/serier
- 1997 – Dragon Ball Z: Jakten på Garlic
- 1997 – Dragon Ball Z (till 1998, även 2000)

#### Animerade serier
- 1999–2009 – Ed, Edd & Eddy (TV-serie)
- 2005 – Transformers: Cybertron (TV-serie)
- 2007 – Djungel-George (TV-serie)
- 2009 – League of Super Evil (TV-serie)
- 2009 – Iron Man: Armored Adventures (TV-serie)
- 2013 – Slugterra (TV-serie)
- 2015–2018 – My Little Pony: Vänskap är magisk (TV-serie)
- 2018 – The Hollow (TV-serie)
- 2019 – Drakprinsen (TV-serie) (även 2023–2024)
- 2023 – Lego Ninjago: Drakarna vaknar (TV-serie)

#### Videospel
- 2004 – CSI: Miami
- 2005 – Devil Kings
- 2013 – Grand Theft Auto V
- 2013 – Disney Infinity
- 2014 – Disney Infinity: Marvel Super Heroes
- 2015 – Disney Infinity 3.0
- 2023 – Granblue Fantasy: Relink